# Время отдыха с субботы до понедельника
«Время отдыха с субботы до понедельника» — художественный фильм режиссёра Игоря Таланкина, вариация на тему  рассказа Юрия Нагибина «Терпение», с музыкой в исполнении рок-группы «Центр», участники которой также снялись в фильме.

## Сюжет
Супружеская пара Скворцовых, состоявшихся и обеспеченных немолодых учёных с двумя взрослыми детьми, отправляется на круизном теплоходе «Дмитрий Фурманов» по маршруту выходного дня Ленинград—Валаам—Ленинград.

Во время экскурсии по острову Валаам супруги ссорятся, и Анна одна отправляется на попутной лодке в бывший монастырь, где проживают инвалиды. В лодочнике, неожиданно для себя, Анна узнаёт их с мужем друга юности Павла, которого, как ей казалось, она любила всю жизнь и ждала встречи, хотя и считала погибшим во время Великой Отечественной войны. Но Павел, оказавшийся безногим, на протезах, калекой, более трезво смотрит на их встречу. Он отказывается от сумбурного предложения переехать обратно в Ленинград к Анне, решившей начать новую жизнь с любимым, и она, оглушённая отказом, возвращается на теплоход к мужу и детям.

Польский плакат фильма «Dwa dni razem»

## В ролях
- Алла Демидова — Анна Скворцова
- Владислав Стржельчик — Алексей Скворцов
- Алексей Баталов — Павел
- Дарья Михайлова — Таня
- Михаил Неганов — Пашка

## Съёмочная группа
- автор сценария и режиссёр-постановщик — Игорь Таланкин
- операторы-постановщики: Георгий Рерберг, Павел Лебешев
- художник-постановщик — Валерий Филиппов
- музыка — Алексея Локтева и Василия Шумова в исполнении рок-группы «Центр»